# Hulodes mediomaculata
Hulodes mediomaculata là một loài bướm đêm trong họ Erebidae.